# Johann Baptist Türk

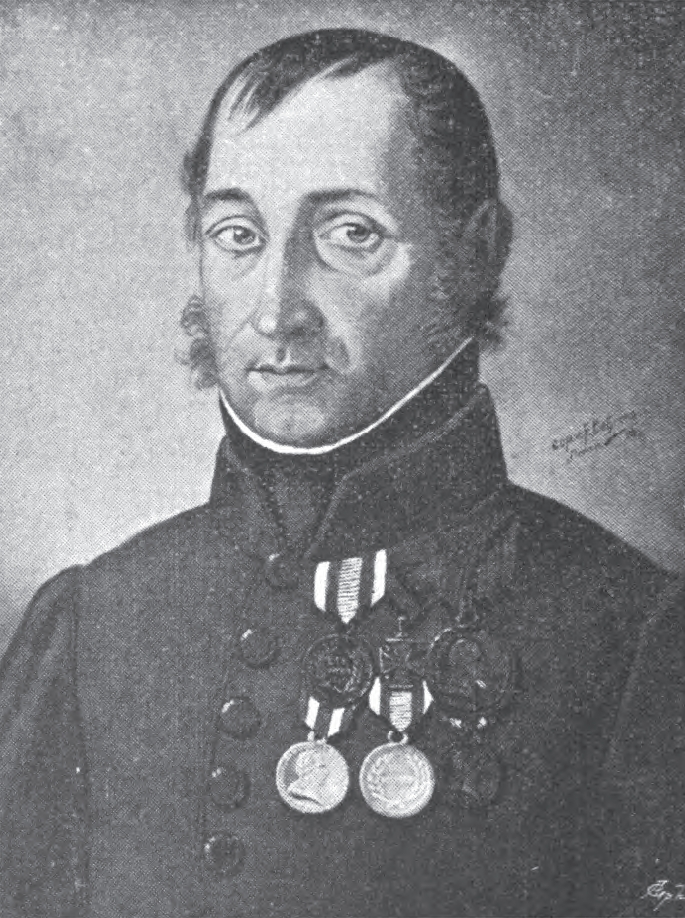
Johann Baptist Türk, nach einem Gemälde im Besitze seines Enkels Gustav Hock in Klagenfurt, um 1905

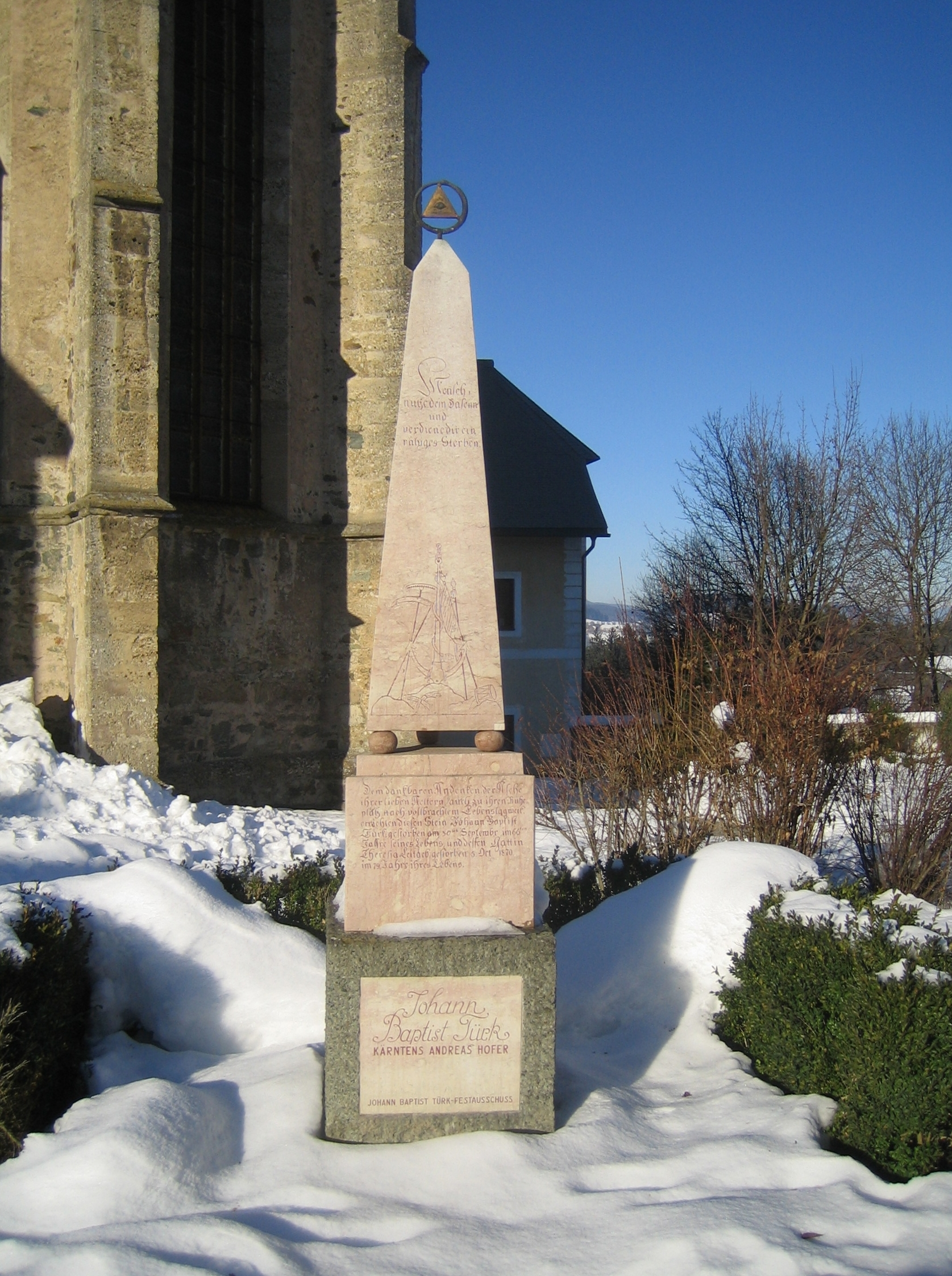
Gedenksäule für Johann Baptist Türk in Maria Saal

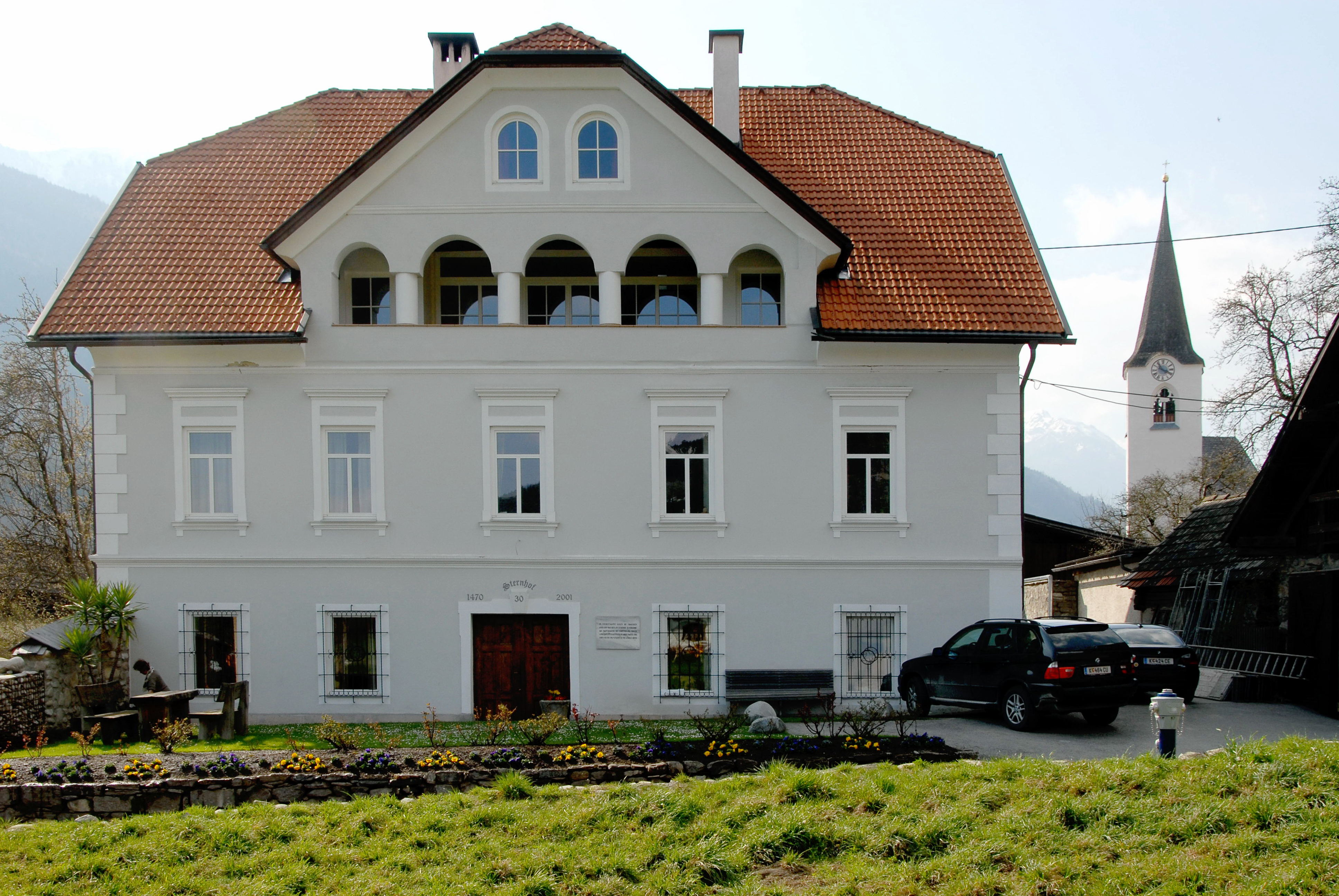
Der Sternhof in Mühldorf diente Türk als Kommandozentrale

Johann Baptist Türk (* 13. oder 17. August 1775 in Innsbruck; † 30. September 1841 in Töltschach) war ein österreichischer Freiheitskämpfer.

## Leben
Türk wurde als Sohn des Universitätsbuchbinders Franz Xaver und der Agnes Türk geboren. Nachdem er das Gymnasium aus finanziellen Gründen verlassen musste, wurde er bei seinem Vater Buchbinder. Bereits am 2. April 1797 kämpfte er in einer Scharfschützenkompanie bei Franzensfeste gegen die Franzosen und wurde wegen besonderer Tapferkeit ausgezeichnet. 1801 übersiedelte er nach Klagenfurt. 1808 wurde er als Kundschafter in das von Bayern besetzte Tirol geschickt. Parallel zu Andreas Hofer, der in Tirol gegen die Vorherrschaft der Bayern kämpfte, organisierte Türk in Kärnten 1809 den Widerstand („Kärntner Landsturm“) im Befreiungskampf gegen die Franzosen. Die Niederlage Österreichs im Krieg gegen Frankreich unter Napoléon, der von 9. April bis 14. Oktober 1809 dauerte, konnte der von Türk angeführte Landsturm trotz erbitterten Widerstands allerdings nicht verhindern, obwohl er sogar dem Kaiser Franz I. im August 1809 die Lage in Kärnten in einer Audienz schilderte und in Keszthely auch mit Erzherzog Johann zusammentraf, der ihm das Oberkommando über den Landsturm in Kärnten übertragen hatte.
Johann Baptist Türk war mit der Gutsbesitzerstochter Theresia Leitgeb verheiratet und lebte und starb auf Gut Töltschach bei Maria Saal.
Türk wurde für seine Verdienste vielfach ausgezeichnet, darunter mit der großen goldenen Zivilverdienstmedaille und der goldenen Tapferkeitsmedaille. Die 1936 erbaute Kaserne des Gebirgsjägerbataillon 26 in Spittal an der Drau wurde nach Johann Baptist Türk benannt.
In Klagenfurt erinnert am Haus Kramergasse 6 eine Gedenktafel an ihn.